# 쓰리매니웨딩
《쓰리매니웨딩》(스페인어: 3 bodas de más)은 2013년 공개된 스페인의 영화이다.

## 출연

### 주연
- 인마 케스타
- 마르티노 리바스
- 마리아 보토
- 로시 드 팔마

### 조연
- 실비아 아브릴
- 나탈리아 로드리게스